# Agorastore
Agorastore est une société française de ventes aux enchères en ligne d'équipement (véhicules, matériels,...) et de biens immobiliers des collectivités territoriales, des administrations publiques et des entreprises français.

## Historique
En 2005, la ville de Lyon en collaboration avec la SSII G-FIT créé Agorastore. La ville de Lyon avait besoin d’une solution de revente de son matériel réformé. La vente a permis d'atteindre 100 000 € de recette.
En 2011, Agorastore est racheté par deux anciens étudiants d'HEC Paris, David Riahi et Olivier Nataf.
En 2014, Agorastore lance un pôle d’expertise immobilière afin d'accompagner les entités publiques dans la vente de leurs biens immobiliers.

## Activités
- Cessions des biens immobiliers : développés en 2014, services proposés aux collectivités, entreprises, et associations[5],[6],[7].
- Véhicules et matériels industriels : mise en vente de camions bennes, balayeuses, tractopelles, des cars, matériels informatiques et équipements appartenant à des collectivités[8],[9],[10],[11]

## Ventes
- Tribune du stade Yves-du-Manoir à Colombes[12]
- Chapelle Néogothique de la Ville de Rennes[13]
- Château du centre hospitalier de Mâcon[14]
- Véhicules de la Ville de Vannes [15]
- Ancienne maison d'arrêt de Compiègne[16]
- l'AGRASC[5], la Ville de Paris[6] et la Ville de Marseille[7].
- la Ville de Lyon[8], les Alpes Maritimes[9], SDIS[10],[11]